# Martin Kližan
Martin Kližan, né le 11 juillet 1989 à Bratislava en Tchécoslovaquie (auj. en Slovaquie), est un joueur de tennis slovaque, professionnel depuis 2007. Son meilleur classement en simple est une 24e place mondiale, atteinte le 27 avril 2015. Il a remporté un Grand Chelem junior en 2006, à Roland-Garros.

## Biographie
Martin Kližan parle le slovaque, l'anglais, le serbo-croate, le polonais et un peu de russe. Il commence le tennis à cinq ans et a une préférence pour la terre battue.

## Carrière
Son entraîneur est Ladislav Simon.
Il remporte en 2006 le tournoi juniors de Roland-Garros.
Sa progression est retardée par une blessure tenace au poignet.
Il fait ses débuts en Coupe Davis avec l'équipe slovaque ainsi qu'en Grand Chelem en 2010 à l'US Open où il perd au 1er tour contre Juan Carlos Ferrero 1-6, 3-6, 0-6.
Lors de l'US Open 2012, il passe le premier tour en battant Alejandro Falla en 3 sets. Au second tour, il élimine en 4 sets, à la surprise générale, Jo-Wilfried Tsonga, tête de série numéro 5. Puis, il continue sur sa lancée en éliminant en 3 sets un autre Français : Jérémy Chardy, tête de série numéro 32. Il est le seul joueur non tête de série à atteindre les huitièmes de finale (il est alors 52e mondial). Il s'incline finalement à ce stade de la compétition face à Marin Čilić (7-5, 6-4, 6-0). Il remporte en mai le BNP Paribas Primrose Bordeaux. Ces bonnes performances lui vaudront d'atteindre le 46e rang mondial.
Il participe ensuite à l'Open de Saint-Pétersbourg en tant que tête de série numéro 3. Il atteint les demi-finales après des victoires sur Mikhail Elgin (wild card), Simone Bolelli et Ričardas Berankis. Il affronte alors la tête de série numéro un, le Russe Mikhail Youzhny, qu'il bat 611-7, 6-4, 7-63. En finale, il rencontre l'Italien Fabio Fognini, tête de série numéro 4. Le dimanche 23 septembre, il remporte son premier titre sur le circuit ATP en venant à bout de l'Italien en deux petits sets : 6-2, 6-3.
Cette belle saison 2012, au cours de laquelle il est monté de 88 places au classement ATP et a remporté son premier titre ATP, lui permet de remporter l'Award ATP 2012 de la Révélation de l'année. Malheureusement, il n'est pas à la hauteur de cette récompense puisqu'il finit à la 107e place mondiale en fin d'année 2013.
En 2014, il participe à l'Open de Munich, alors issu des qualifications. Il atteint les demi-finales après des victoires sur Dudi Sela, la tête de série no 3 Mikhail Youzhny et Denis Istomin. Il affronte alors la tête de série no 2, l'Allemand Tommy Haas, qu'il bat 6-3, 6-2. En finale, il rencontre une nouvelle fois l'Italien Fabio Fognini, tête de série no 1. Il remporte son 2e titre sur le circuit ATP en venant à bout de l'Italien en trois sets (2-6, 6-2, 6-1) et 1 h 28 de jeu au terme d'un match improbable. Grâce à cette victoire, il passe de la 111e à la 62e place mondiale.
En septembre, à l'Open de Chine, il se qualifie pour le tableau principal. Au 1er tour, il bat Leonardo Mayer, ensuite Ernests Gulbis sur abandon mais surtout arrive à battre le no 2 mondial et finaliste sortant Rafael Nadal sur le score de 67-7, 6-4, 6-3 dans un match à rebondissements. Il perd cependant sèchement contre le Tchèque Tomáš Berdych (4-6, 1-6). Grâce à son beau parcours, il passe de la 56e à la 40e place mondiale.
Il réalise une belle saison 2014, au cours de laquelle il est monté de 70 places au classement ATP et a remporté son 2e titre ATP.
En 2015, il participe à Casablanca en tant que tête de série no 2. Il atteint la finale en battant Dustin Brown, Nicolás Almagro et Damir Džumhur. Il gagne plutôt facilement le titre 6-2, 6-2 contre l'Espagnol Daniel Gimeno-Traver qui dispute sa première finale ATP. Grâce à cette victoire, il passe de la 39e à la 28e place mondiale, se rapprochant grandement de son meilleur classement en carrière.
À l'issue de l'Open de Barcelone, où il a atteint les demi-finales en ayant battu Juan Mónaco, Victor Estrella Burgos et Tommy Robredo. Il obtient le meilleur classement de sa carrière avec une 24e place mondiale.
En 2016, il participe à l'ATP 500 de Rotterdam. Il bat au premier tour Tommy Robredo (6-2, 65-7, 6-3) puis Márcos Baghdatís en deux sets pour la qualification en quarts de finale. Il bat sur le fil et au mental, l'homme en forme du moment Roberto Bautista-Agut tête de série no 6, (65-7, 7-66, 6-0) en infligeant un 6-0 dans le set décisif et en ayant sauvé au préalable 5 balles de match pour se qualifier. En demi-finale, il affronte le Français Nicolas Mahut, aussi un novice à ce stade dans un ATP 500. Il finit par le vaincre dans un scénario à retournements comme en quart (63-7, 7-67, 6-2) en écartant trois balles de match cette fois-ci pour se qualifier pour la finale. En finale, il affronte un autre Français qui est la tête de série no 5 Gaël Monfils, en démarrant par le même scénario que les deux matchs précédents pour le Slovaque, mais déroule progressivement (61-7, 6-3, 6-1) au point d'aligner huit jeux à partir de 3-3 au deuxième set. Il remporte ainsi le titre le plus important de sa carrière et se classe 27e mondial à 3 places de son meilleur classement.
Le 4 août 2018, il remporte son sixième titre ATP lors du Generali Open de Kitzbühel, battant en deux sets l'Ouzbek Denis Istomin.

## Palmarès

### Titres en simple messieurs
| No | Date       | Nom et lieu du tournoi                      | Catégorie | Dotation    | Surface      | Finaliste            | Score          |          |
| -- | ---------- | ------------------------------------------- | --------- | ----------- | ------------ | -------------------- | -------------- | -------- |
| 1  | 17-09-2012 | St. Petersburg Open, Saint-Pétersbourg      | ATP 250   | 410 850 $   | Dur (int.)   | Fabio Fognini        | 6-2, 6-3       | Parcours |
| 2  | 28-04-2014 | BMW Open by FWU AG, Munich                  | ATP 250   | 426 605 €   | Terre (ext.) | Fabio Fognini        | 2-6, 6-1, 6-2  | Parcours |
| 3  | 06-04-2015 | Grand-Prix Hassan II, Casablanca            | ATP 250   | 439 405 €   | Terre (ext.) | Daniel Gimeno-Traver | 6-2, 6-2       | Parcours |
| 4  | 08-02-2016 | ABN AMRO World Tennis Tournament, Rotterdam | ATP 500   | 1 597 155 € | Dur (int.)   | Gaël Monfils         | 61-7, 6-3, 6-1 | Parcours |
| 5  | 11-07-2016 | German Tennis Championships, Hambourg       | ATP 500   | 1 388 830 € | Terre (ext.) | Pablo Cuevas         | 6-1, 6-4       | Parcours |
| 6  | 30-07-2018 | Generali Open, Kitzbühel                    | ATP 250   | 501 345 €   | Terre (ext.) | Denis Istomin        | 6-2, 6-2       | Parcours |

### Finale en simple messieurs
| No | Date       | Nom et lieu du tournoi                 | Catégorie | Dotation    | Surface    | Vainqueur     | Score    |          |
| -- | ---------- | -------------------------------------- | --------- | ----------- | ---------- | ------------- | -------- | -------- |
| 1  | 17-09-2018 | St. Petersburg Open, Saint-Pétersbourg | ATP 250   | 1 175 190 $ | Dur (int.) | Dominic Thiem | 6-3, 6-1 | Parcours |

### Titres en double messieurs
| No | Date       | Nom et lieu du tournoi           | Catégorie | Dotation    | Surface      | Partenaire     | Finalistes                         | Score            |          |
| -- | ---------- | -------------------------------- | --------- | ----------- | ------------ | -------------- | ---------------------------------- | ---------------- | -------- |
| 1  | 22-07-2013 | Vegeta Croatia Open Umag         | ATP 250   | 410 200 €   | Terre (ext.) | David Marrero  | Nicholas Monroe Simon Stadler      | 6-1, 5-7, [10-7] | Parcours |
| 2  | 19-05-2014 | Open de Nice Côte d'Azur Nice    | ATP 250   | 426 605 €   | Terre (ext.) | Philipp Oswald | Rohan Bopanna Aisam-Ul-Haq Qureshi | 6-2, 6-0         | Parcours |
| 3  | 16-02-2015 | Rio Open by Claro Rio de Janeiro | ATP 500   | 1 414 550 $ | Terre (ext.) | Philipp Oswald | Pablo Andújar Oliver Marach        | 7-63, 6-4        | Parcours |
| 4  | 18-07-2016 | Konzum Croatia Open Umag Umag    | ATP 250   | 463 520 €   | Terre (ext.) | David Marrero  | Nikola Mektić Antonio Šančić       | 6-4, 6-2         | Parcours |

### Titres Challenger en simple (7)
- 2010 : Bratislava
- 2011 : Gênes
- 2012 : Rabat, Marrakech, Bordeaux, Saint-Marin
- 2018 : Indian Wells

## Parcours dans les tournois duGrand Chelem

### En simple
| Année | Open d'Australie | Open d'Australie | Internationaux de France | Internationaux de France | Wimbledon       | Wimbledon      | US Open         | US Open         |
| ----- | ---------------- | ---------------- | ------------------------ | ------------------------ | --------------- | -------------- | --------------- | --------------- |
| 2010  | —                | —                | —                        | —                        | —               | —              | 1er tour (1/64) | J. C. Ferrero   |
| 2011  | —                | —                | —                        | —                        | —               | —              | —               | —               |
| 2012  | —                | —                | 2e tour (1/32)           | Nicolas Mahut            | 2e tour (1/32)  | Viktor Troicki | 1/8 de finale   | Marin Čilić     |
| 2013  | 1er tour (1/64)  | Daniel Brands    | 2e tour (1/32)           | Rafael Nadal             | 1er tour (1/64) | Tomáš Berdych  | 1er tour (1/64) | Donald Young    |
| 2014  | 3e tour (1/16)   | Stéphane Robert  | 3e tour (1/16)           | M. Granollers            | 1er tour (1/64) | Rafael Nadal   | 2e tour (1/32)  | Tomáš Berdych   |
| 2015  | 2e tour (1/32)   | João Sousa       | 2e tour (1/32)           | Gilles Simon             | 1er tour (1/64) | F. Verdasco    | 2e tour (1/32)  | Jérémy Chardy   |
| 2016  | 1er tour (1/64)  | R. Bautista-Agut | 1er tour (1/64)          | Taro Daniel              | 1er tour (1/64) | M. Kukushkin   | 1er tour (1/64) | Mikhail Youzhny |
| 2017  | 1er tour (1/64)  | S. Wawrinka      | 2e tour (1/32)           | Andy Murray              | 1er tour (1/64) | Novak Djokovic | —               | —               |
| 2018  | —                | —                | 2e tour (1/32)           | Gaël Monfils             | —               | —              | —               | —               |
| 2019  | 1er tour (1/64)  | J.-W. Tsonga     | 3e tour (1/16)           | K. Khachanov             | 1er tour (1/64) | Jérémy Chardy  | 1er tour (1/64) | Marin Čilić     |

N.B. : à droite du résultat se trouve le nom de l'ultime adversaire.

### En double
| 2012 | —                                                                                      | —                                                                                    | —                                                                                    | —                                                                                       | 1er tour (1/32) Lukáš Lacko \|\| style="text-align:left;" \| M. Emmrich M. Kohlmann | 1er tour (1/32) J. Chardy \|\| style="text-align:left;" \| M. Granollers Marc López |
| 2013 | 2e tour (1/16) V. Hănescu \|\| style="text-align:left;" \| M. Bhupathi D. Nestor       | 1er tour (1/32) I. Zelenay \|\| style="text-align:left;" \| E. Butorac Jack Sock     | 1er tour (1/32) I. Zelenay \|\| style="text-align:left;" \| C. Fleming J. Marray     | 1er tour (1/32) M. Mertiňák \|\| style="text-align:left;" \| A. Krajicek Denis Kudla    |                                                                                     |                                                                                     |
| 2014 | —                                                                                      | —                                                                                    | 1er tour (1/32) D. Thiem \|\| style="text-align:left;" \| N. Monroe S. Stadler       | 2e tour (1/16) D. Thiem \|\| style="text-align:left;" \| A. Peya B. Soares              | 1er tour (1/32) L. Dlouhý \|\| style="text-align:left;" \| J.-L. Struff D. Thiem    |                                                                                     |
| 2015 | 1er tour (1/32) P. Oswald \|\| style="text-align:left;" \| P.-H. Herbert N. Mahut      | 1er tour (1/32) P. Oswald \|\| style="text-align:left;" \| S. Johnson Sam Querrey    | 1er tour (1/32) Lukáš Rosol \|\| style="text-align:left;" \| J.-J. Rojer Horia Tecău | 1er tour (1/32) Lukáš Rosol \|\| style="text-align:left;" \| F. Delbonis D. Schwartzman |                                                                                     |                                                                                     |
| 2016 | 1er tour (1/32) S. Stakhovsky \|\| style="text-align:left;" \| J.-J. Rojer Horia Tecău | 1er tour (1/32) T. Bellucci \|\| style="text-align:left;" \| V. Pospisil Jack Sock   | —                                                                                    | —                                                                                       | 1er tour (1/32) A. Shamasdin \|\| style="text-align:left;" \| Bob Bryan Mike Bryan  |                                                                                     |
| 2017 | 1er tour (1/32) M. Fyrstenberg \|\| style="text-align:left;" \| J. Benneteau J. Chardy | 1er tour (1/32) João Sousa \|\| style="text-align:left;" \| J. Erlich André Sá       | —                                                                                    | —                                                                                       | —                                                                                   | —                                                                                   |
| 2019 | 1er tour (1/32) M. Matkowski \|\| style="text-align:left;" \| Gong Maoxin Zhang Ze     | 1er tour (1/32) D. Inglot \|\| style="text-align:left;" \| Leander Paes Benoît Paire | —                                                                                    | —                                                                                       | —                                                                                   | —                                                                                   |

N.B. : le nom du ou de la partenaire se trouve sous le résultat ; le nom des ultimes adversaires se trouve à droite.

### En double mixte
| Année | Open d'Australie | Open d'Australie | Internationaux de France | Internationaux de France | Wimbledon                    | Wimbledon                   | US Open | US Open |
| ----- | ---------------- | ---------------- | ------------------------ | ------------------------ | ---------------------------- | --------------------------- | ------- | ------- |
| 2014  | —                | —                | —                        | —                        | 3e tour (1/8) Belinda Bencic | Martina Hingis Bruno Soares | —       | —       |

N.B. : le nom de la partenaire se trouve sous le résultat ; le nom des ultimes adversaires se trouve à droite.

## Parcours dans lesMasters 1000
| Année | Indian Wells        | Miami               | Monte-Carlo          | Madrid                 | Rome                   | Canada               | Cincinnati             | Shanghai            | Paris             |
| ----- | ------------------- | ------------------- | -------------------- | ---------------------- | ---------------------- | -------------------- | ---------------------- | ------------------- | ----------------- |
| 2012  | —                   | —                   | —                    | —                      | —                      | —                    | —                      | 2e tour Marin Čilić | 1er tour A. Seppi |
| 2013  | 2e tour Lu Yen-hsun | 2e tour J. Nieminen | 1er tour Juan Mónaco | 1er tour S. Giraldo    | 1er tour A. Montañés   | 2e tour R. Gasquet   | 1er tour D. Toursounov | —                   | —                 |
| 2014  | —                   | —                   | —                    | —                      | —                      | —                    | 1er tour R. Bautista   | 2e tour D. Ferrer   | —                 |
| 2015  | 2e tour Lukáš Rosol | 2e tour N. Djokovic | 1er tour V. Troicki  | 1er tour M. Granollers | 1er tour A. Dolgopolov | 1er tour Sam Querrey | 2e tour I. Karlović    | 2e tour N. Djokovic | 1er tour L. Mayer |
| 2016  | 2e tour F. Verdasco | —                   | —                    | —                      | —                      | —                    | —                      | 1er tour S. Johnson | 1er tour N. Mahut |
| 2017  | 2e tour P. Cuevas   | 1er tour B. Paire   | 1er tour N. Almagro  | —                      | —                      | —                    | —                      | —                   | —                 |
| 2019  | 2e tour A. Zverev   | 1er tour L. Sonego  | 2e tour D. Thiem     | 1er tour Marin Čilić   | —                      | —                    | —                      | —                   | —                 |

N.B. : sous le résultat se trouve le nom de l’ultime adversaire.

## Victoires sur le top 10
Toutes ses victoires sur des joueurs classés dans le top 10 de l'ATP lors de la rencontre.
| Légende         |
| Grand Chelem    |
| Masters         |
| Jeux olympiques |
| Masters 1000    |
| 500 Series      |
| 250 Series      |
| Coupe Davis     |

| # | M.K.   | Tournoi       | Année | Surface      | Adversaire         | Rang  | Tour | Score              |
| - | ------ | ------------- | ----- | ------------ | ------------------ | ----- | ---- | ------------------ |
| 1 | no 52  | US Open       | 2012  | Dur          | Jo-Wilfried Tsonga | no 6  | 1/32 | 6-4, 1-6, 6-1, 6-3 |
| 2 | no 59  | Roland-Garros | 2014  | Terre battue | Kei Nishikori      | no 10 | 1/64 | 7-64, 6-1, 6-2     |
| 3 | no 56  | Pékin         | 2014  | Dur          | Rafael Nadal       | no 2  | 1/4  | 67-7, 6-4, 6-3     |
| 4 | no 112 | Kitzbühel     | 2018  | Terre battue | Dominic Thiem      | no 8  | 1/8  | 6-1, 1-6, 7-5      |

## Classements ATP en fin de saison
| Année          | 2005 | 2006 | 2007 | 2008 | 2009 | 2010 | 2011 | 2012 | 2013 | 2014 | 2015 | 2016 | 2017 | 2018 |
| Rang en simple | -    | 1157 | 386  | 633  | 234  | 155  | 117  | 30   | 111  | 34   | 43   | 35   | 143  | 41   |
| Rang en double | 1696 | 1660 | 625  | 1277 | 267  | 222  | 260  | 123  | 106  | 218  | 102  | 220  | 331  | 278  |

Source : (en) Classements de Martin Kližan sur le site officiel de la Fédération internationale de tennis